# Der Usedom-Krimi
Der Usedom-Krimi ist eine Kriminalfilmreihe mit Katrin Sass in der Rolle der ehemaligen Staatsanwältin Karin Lossow. Sie ist zudem die Mutter der von Lisa Maria Potthoff verkörperten Kriminalhauptkommissarin Julia Thiel. Die Serie wird seit 2014 produziert und im Rahmen der Reihe „Der Donnerstag-Krimi im Ersten“ ausgestrahlt. Im sechsten Film der Reihe Winterlicht steigt Lisa Maria Potthoff aus der Serie aus, sie fällt in ihrer Rolle einem Mord zum Opfer. Ihre Nachfolgerin ist die von Rikke Lylloff gespielte Kriminalhauptkommissarin Ellen Norgaard, eine Dänin, die auf Usedom geboren wurde.

## Inhalt
In den ersten sechs Folgen agiert ein Gespann aus Mutter und Tochter in den Hauptrollen. Karin Lossow ist eine ehemalige Staatsanwältin. Ihre Tochter, Julia Thiel, arbeitet als Kriminalhauptkommissarin auf der Ostseeinsel Usedom, wohin auch ihre Mutter nach Verbüßung einer Freiheitsstrafe zurückgekehrt ist. Im Zusammenspiel ermitteln die beiden Frauen in Kriminalfällen, die sich auf der Insel zugetragen haben. Ihre persönliche Beziehung wird dabei immer wieder auf die Probe gestellt, denn Karin Lossow hatte vor Jahren im Affekt Julias Vater getötet. Auf ihre zupackende Art bringt die völlig unbeschwert von polizeigebundenen Konventionen agierende Lossow häufig den Ermittlungsfortgang erst so richtig ins Rollen. Am Ende der Folge Winterlicht wird Julia Thiel ermordet. Ihre Nachfolgerin wird Ellen Norgaard, die ihren ersten Auftritt ebenfalls in der Folge Winterlicht hat.
Die Filme spielen nicht nur auf der deutschen Seite der Ostseeinsel, sondern immer wieder auch auf der polnischen Seite und in Stettin. In vielen Episoden erfolgen Grenzübergänge; dies sowohl von den Tätern als auch von den Ermittlern. Es gibt gemeinsame, grenzüberschreitende Ermittlungen mit der polnischen Polizei, auch spielen deutsch-polnische Beziehungskonstellationen oft eine wichtige Rolle für die jeweilige Entwicklung der Handlung.

## Figuren

### Familie Lossow/Thiel

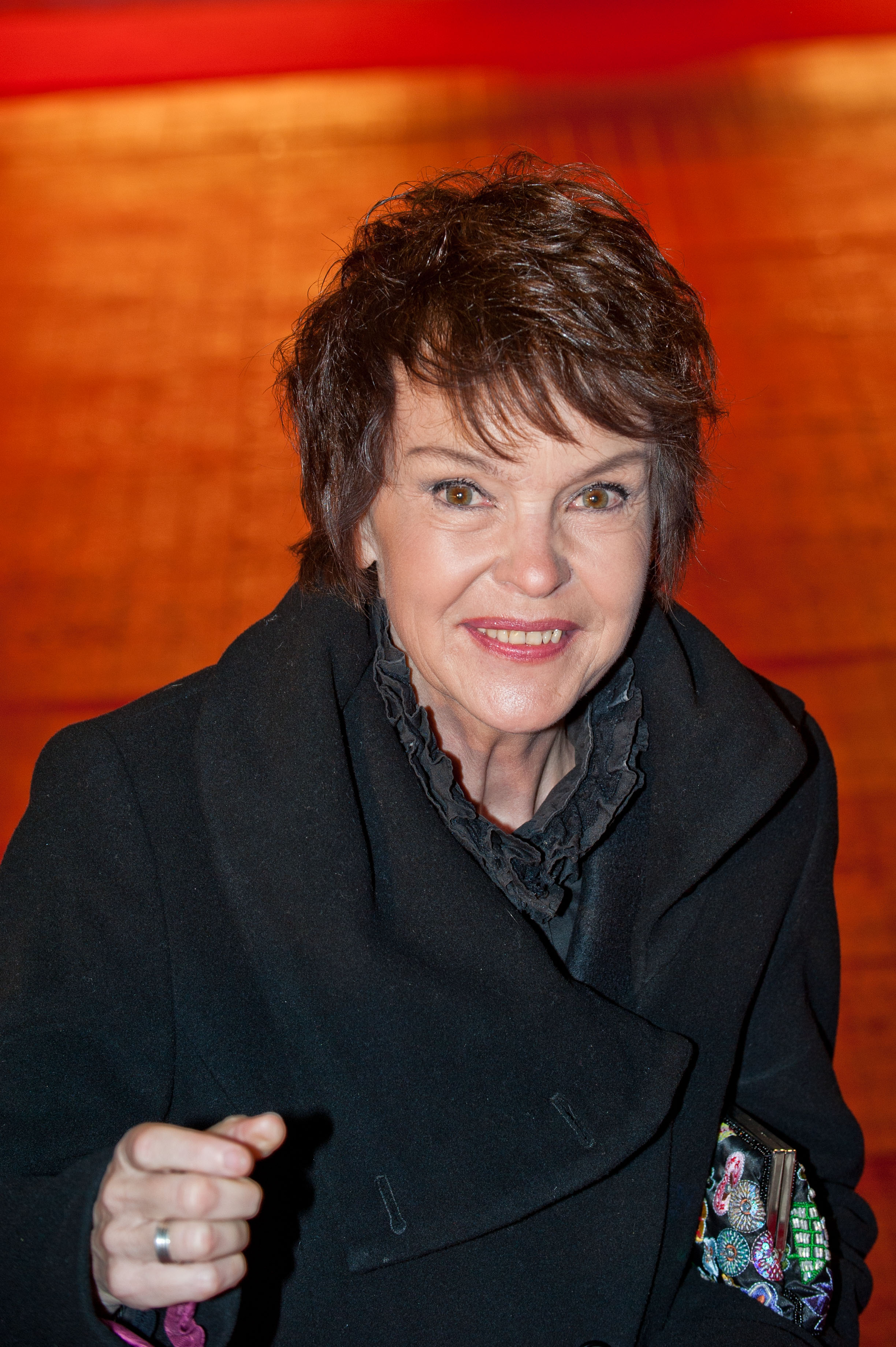
Katrin Sass spielt Karin Lossow

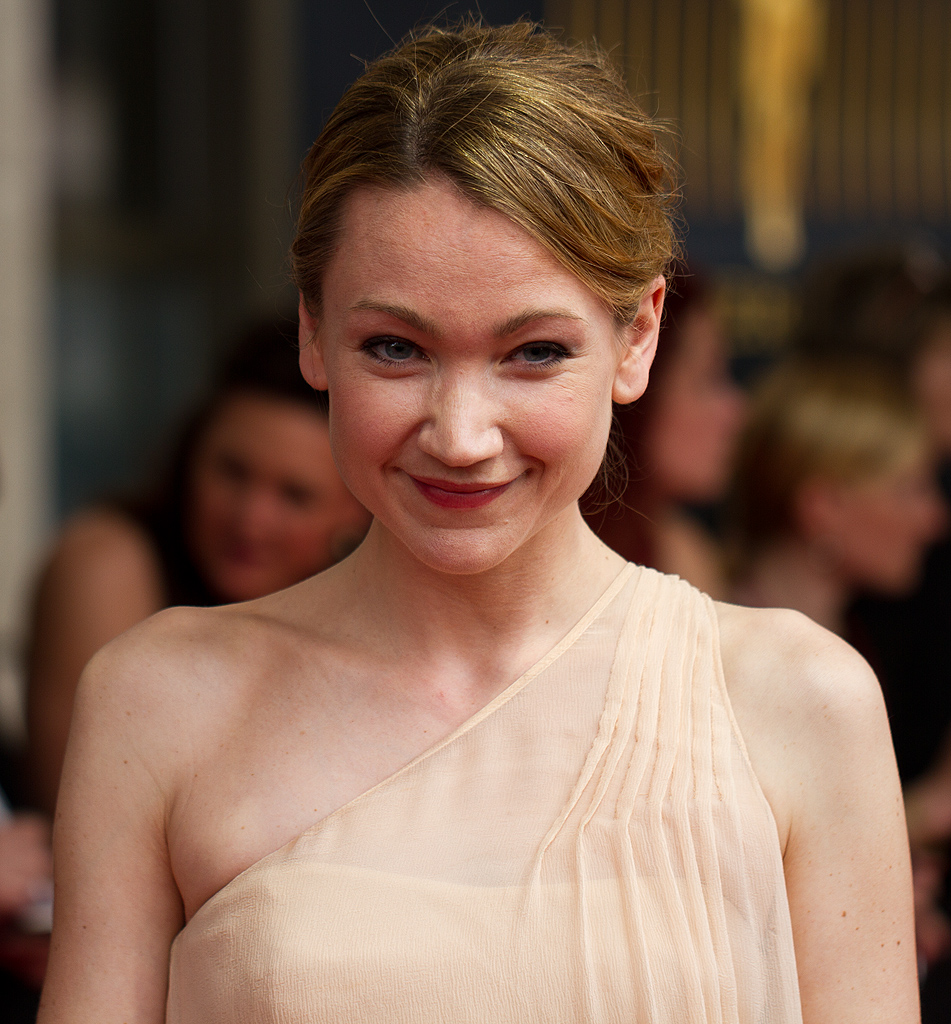
Lisa Maria Potthoff spielt Julia Thiel

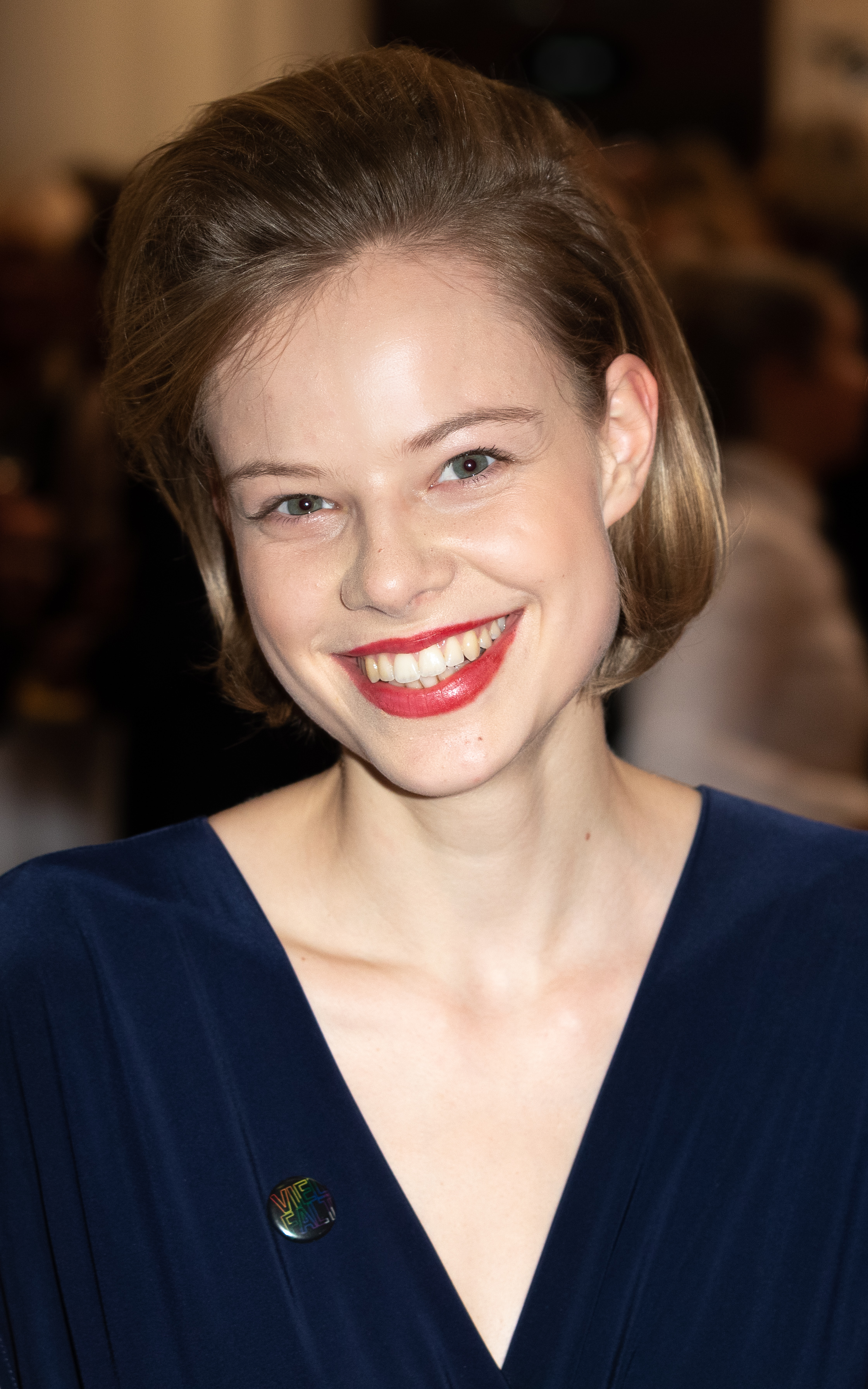
Emma Bading spielt Sophie Thiel

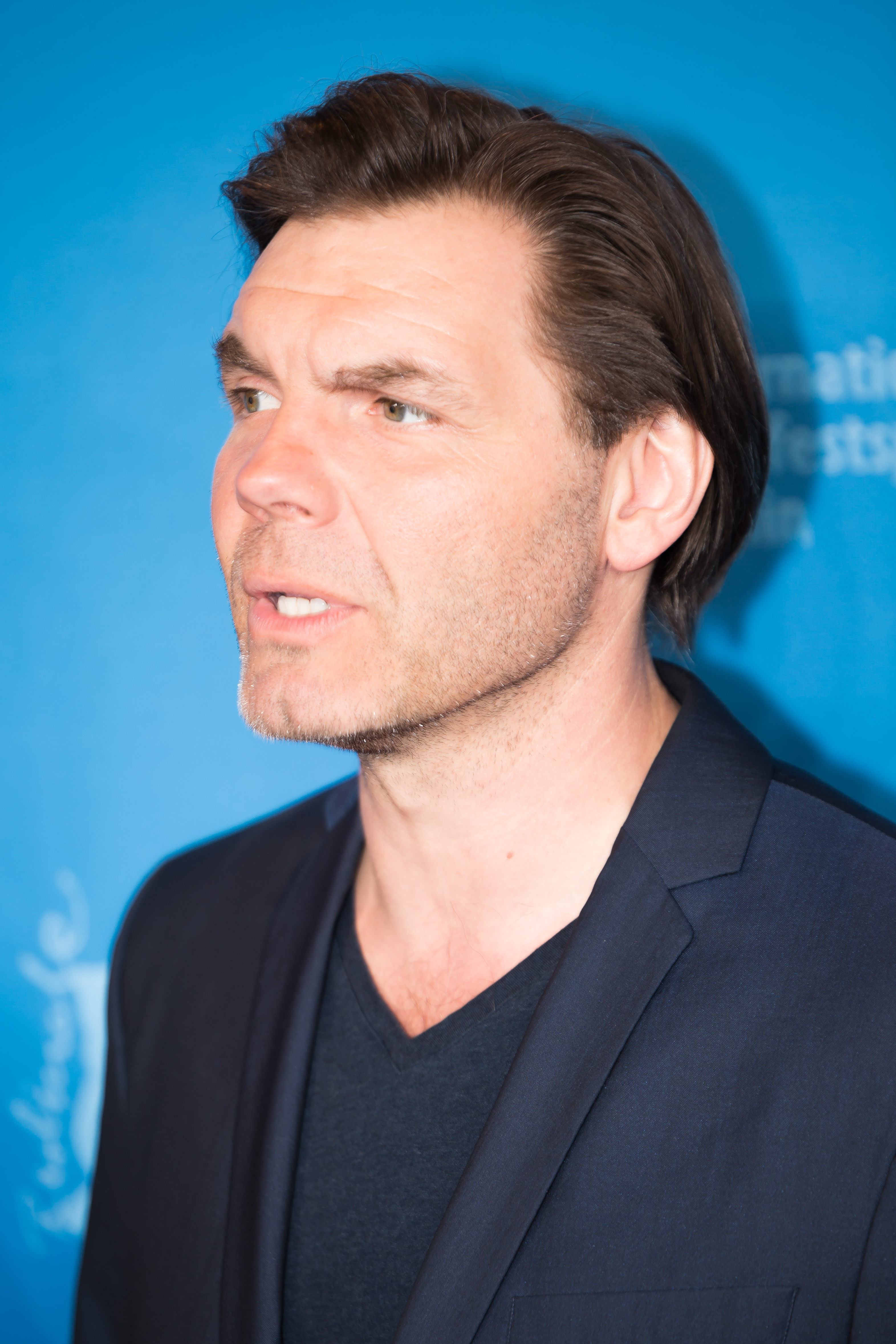
Max Hopp spielt Dr. Dirk Brunner

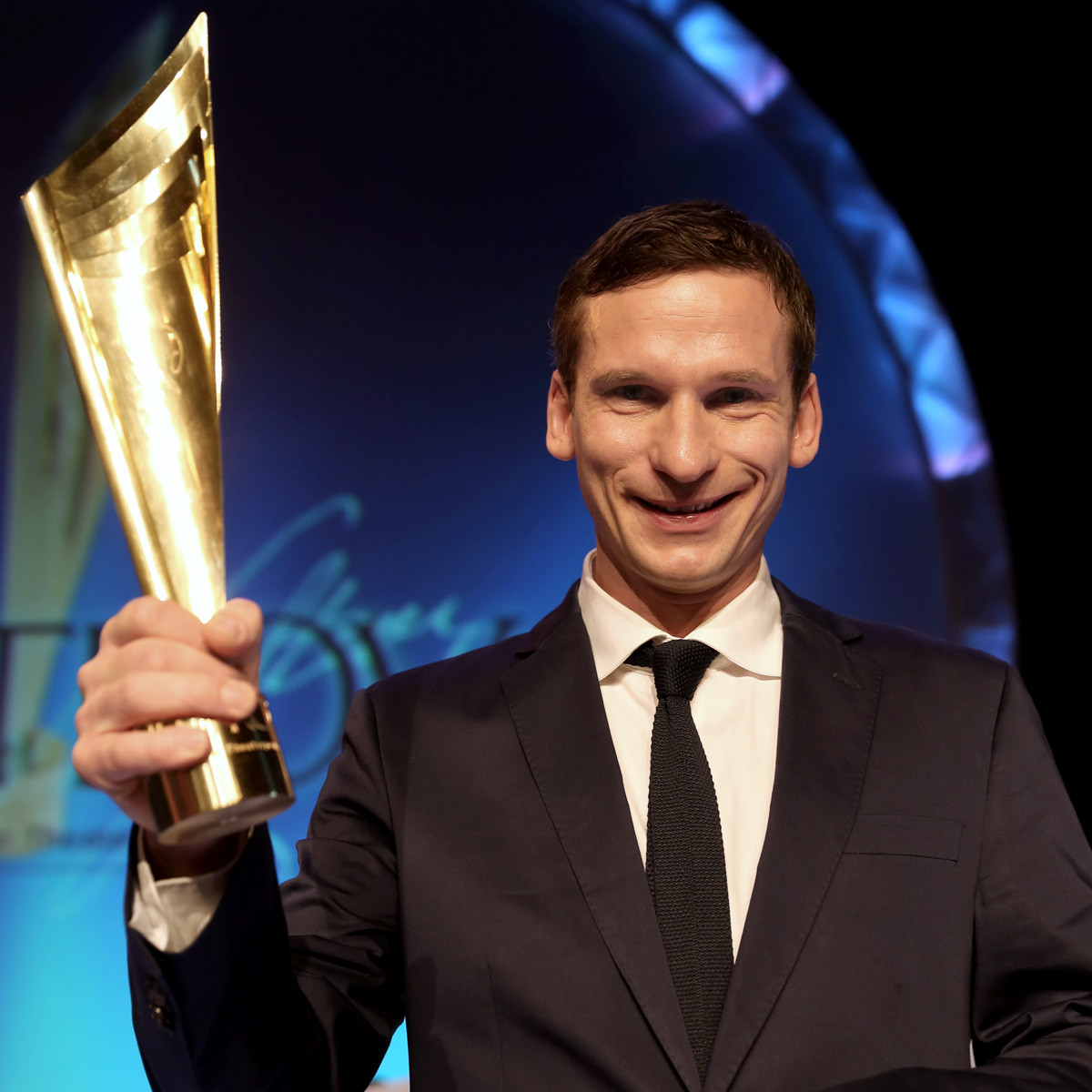
Till Firit spielt Rainer Witt

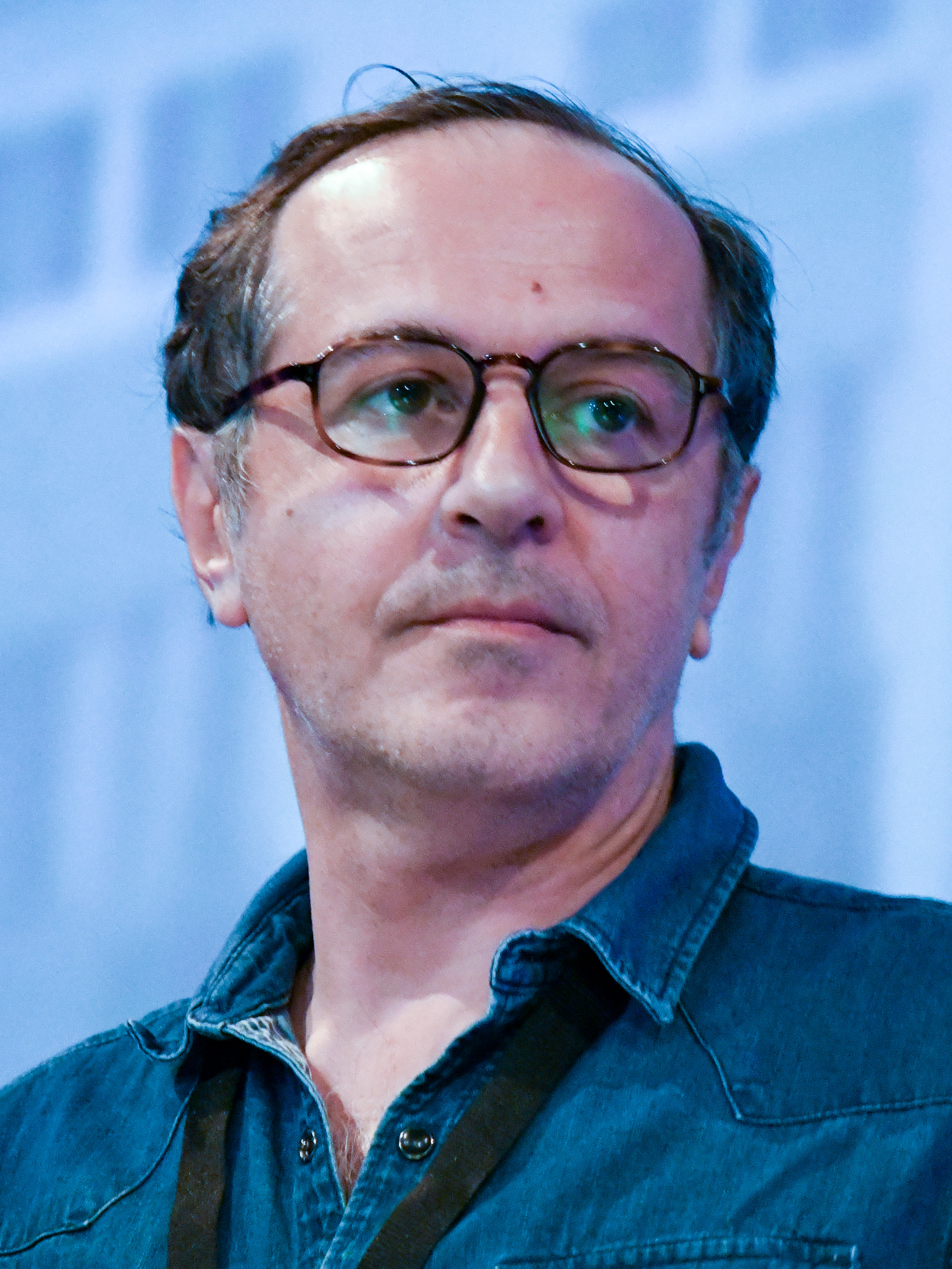
Merab Ninidze spielt Lucjan Gadocha

Eine zentrale Rolle in den Filmen spielt die Familie Lossow/Thiel, die auf mehreren Generationsebenen sowohl familiär als auch beruflich miteinander verbunden ist. Hierbei steht zunächst das gestörte Verhältnis von Mutter Karin zu Tochter Julia im Fokus.

#### Karin Lossow
Karin Lossow hat Jura studiert und war früher Staatsanwältin. Sie hat vor Jahren im Affekt vor den Augen ihrer Tochter mit deren Dienstwaffe ihren Mann erschossen. Das Haus der Lossows wird seitdem von den Einwohnern als „Mörderhus“ bezeichnet. Nach dem Verbüßen einer mehrjährigen Haftstrafe kehrt Karin nach Usedom zurück. Karin kann, zum Unmut ihrer Tochter und ihres Nachfolgers Dr. Brunner, von ihrer früheren beruflichen Rolle nicht loslassen und stellt bei den Fällen immer wieder ihre eigenen Ermittlungen an. Sie möchte wieder etwas gutmachen und hilft denen, die dazu selbst nicht in der Lage sind. Nachdem das „Mörderhus“ abbrennt, zieht sie zu ihrem Neffen.

#### Julia Thiel
Julia ist Karins Tochter und zu Beginn der Serie Kriminalhauptkommissarin auf Usedom. Sie ist sehr ehrgeizig beim Ausüben ihres Berufs und versucht, ihre Mutter möglichst aus den Ermittlungen herauszuhalten. Die Beziehung zu ihrer Mutter wird immer wieder auf die Probe gestellt, hat diese ihr doch den Vater genommen. Julia hat eine Affäre mit einem polnischen Kollegen, welche sie aber beendet, nachdem ihre eigene Tochter Sophie dahintergekommen ist und sie darauf angesprochen hat. Nach einer Mordermittlung sagt sie, um ihre Tochter vor strafrechtlichen Konsequenzen zu bewahren, vor Gericht aus, dass sie das Geständnis einer Tatverdächtigen erpresst habe. Daraufhin wird sie suspendiert und ermittelt als Privatdetektivin weiter. Bei einer dieser Ermittlungen gerät sie in die Fänge von polnischen Kriminellen und wird auf der Flucht von ihnen ermordet.

#### Stefan Thiel
Stefan ist Julias Ehemann und Vater der gemeinsamen Tochter Sophie. Er betreibt auf Usedom ein kleines Geschäft, die „Sicherheitstechnik Thiel“. Er ist im Vergleich zu den hauptsächlich agierenden Frauen in der Familie Lossow/Thiel eher ruhig, mit einer gewissen Naivität. Ihm ist die Ehe zu seiner Frau wichtig, zeigt auch eine (begründete) Eifersucht. Nach Julias Tod gibt er sich dem Alkohol und Drogen hin, lebt in den Tag hinein und wirkt zunehmend verwahrlost. Die Beziehung zu seiner in Berlin studierenden Tochter gibt ihm wieder Halt.

#### Sophie Thiel
Sophie ist Karins Enkeltochter. Sie möchte ihre Großmutter gern genauer kennenlernen, Mutter Julia möchte sie aber lieber von der Vergangenheit ihrer Familie fernhalten. Sie kommt hinter das Verhältnis ihrer Mutter mit einem polnischen Kollegen, woraufhin diese die Affäre beendet. In einer Episode deckt Sophie einen Freund, der durch eine Brandstiftung einen Menschen verletzt hat. Als eine Unschuldige dafür zur Verantwortung gezogen wird, bekommt sie Gewissensbisse und möchte aussagen. Mutter Julia sagt jedoch gegen sich selbst aus und verliert dadurch ihre Position als Kommissarin. Sophie zieht wenig später wegen des Studiums nach Berlin.

### Polizei Usedom

#### Dr. Dirk Brunner
Der promovierte Jurist Dirk Brunner ist Staatsanwalt auf Usedom. Er ist relativ autoritär und von sich selbst überzeugt, ein typischer Karrierist. Den anderen Figuren geht er durch diese Art häufig auf die Nerven. Mit der ehemaligen Staatsanwältin Karin Lossow, seiner früheren Chefin, gerät er oft aneinander. Sie mischt sich immer wieder selbstbewusst in die Ermittlungen ein und kann aufgrund ihrer früheren Position in juristischen Belangen durchaus einiges beitragen. In der Freizeit zeigt er sich auch schon mal als eleganter Tänzer.

#### Holm Brendel
Holm Brendel ist Polizeiobermeister und hilft den Kommissarinnen bei ihren Ermittlungen. Er ist zuvorkommend, aber auch ein Spießer. Er kennt sich auf der Insel gut aus und ist eine wichtige Informationsquelle für Karin. In Ausnahmesituationen kann er jedoch auch laut werden und selbst Mittel der Nötigung anwenden. Er singt nebenbei in einem Shanty-Chor.

#### Ellen Norgaard
Kriminalhauptkommissarin Ellen Norgaard ist die Nachfolgerin von Julia Thiel. Sie kommt aus Dänemark auf die Insel, nachdem Julia vom Dienst suspendiert wurde. Anfänglich ist der Kontakt zu Karin äußerst rau, was daran liegen dürfte, dass Karin etwas über Ellens Mutter weiß und von der Vergangenheit eingeholt wird. Ellen scheint nicht nur wegen des Berufs, sondern auch wegen ihrer eigenen Geschichte auf Usedom gelandet zu sein, wo sie einst geboren wurde. Die Frauen verstehen sich zunehmend besser und da Ellen in Karins Haus einzieht, bekommt die ehemalige Staatsanwältin immer wieder etwas von den laufenden Ermittlungen mit. Ähnlich wie Karin stellt sich Ellen gegen Brunners voreilige Schlüsse und kritisiert teils deutlich sein Vorgehen. Sie weiß auch von einem Geheimnis Brunners, das sie aber für sich behält. Sie verabredet sich privat nicht mit Kollegen, sondern zieht lieber allein durch die Bars. Auch irritiert es sie mitunter, wenn von ihren deutschen Kollegen Redewendungen und Floskeln verwendet werden. Im Lauf der Reihe wird sie schwanger und bekommt einen Sohn, der später sogar von ihrer Mutter entführt wird. Die Affäre mit dem Kindsvater kostet sie aufgrund der Verwicklung in einen Fall schließlich ihren Job.

#### Rainer Witt
Rainer Witt ist Karin Lossows Neffe. Er übernimmt die Vertretung von Ellen Norgaard während der Zeit ihres Mutterschutzes. Er zieht deshalb von seiner Dienststelle München nach Usedom. Als sein Sohn Ben, Karins Großneffe, auf Usedom in einen Fall verwickelt war, fuhr Witt zu ihm, um zu helfen. Dadurch ergab sich erst für ihn die Möglichkeit zur Übernahme der befristeten Vertretung. Später kommt auch seine Lebensgefährtin nach und sie ziehen in ein Haus, in welches sie Karin aufnehmen, nachdem das „Mörderhus“ abgebrannt ist.

#### Dorit Martens
Dorit Martens ist wie Brendel Polizeiobermeisterin. Sie ist humorvoll, was sich bei ihr hin und wieder in kecken Sprüchen während ihres Dienstes, selbst vor Vorgesetzten, äußert. Sie neckt Brendel.

### Polizei Polen

#### Lucjan Gadocha
Kommissar Gadocha ist ein angesehener Polizist, der bei seinen deutschen und polnischen Kollegen mitunter aber auch aneckt. Er verhält sich teils charmant, teils machohaft. Im Verlauf der Serie entwickelt sich zwischen ihm und Karin Lossow eine Liebesbeziehung, die aufgrund von Zweifeln beider durch ein ständiges Auf und Ab geprägt ist.

#### Karol Piotrowski
Karol Piotrowski ist ein wenig der polnische Gegenpart zu Brendel, wenn auch etwas korpulenter. Er unterstützt zuverlässig seine Vorgesetzten, die deutschen Kollegen kommen gut mit ihm klar.

#### Marek Wozniak
Marek Wozniak ist ein Polizist, mit dem Julia Thiel bei ihren Ermittlungen mehrfach zusammenarbeitet. Beide beginnen eine Affäre, was nicht ohne Spannungen für die Familie Thiel bleibt. Als Sophie Thiel hinter diese Affäre kommt, stellt sie ihre Mutter zu Rede, die daraufhin diese Affäre beendet.

## Episodenliste
| Nr. | Originaltitel          | Erstausstrahlung | Regie                     | Drehbuch                                                  | Zuschauer             |
| --- | ---------------------- | ---------------- | ------------------------- | --------------------------------------------------------- | --------------------- |
| 1   | Mörderhus              | 30. Okt. 2014    | Andreas Herzog            | Scarlett Kleint, Alfred Roesler-Kleint, Michael Illner    | 6,24 Mio. (19,3 % MA) |
| 2   | Schandfleck            | 29. Okt. 2015    | Oliver Schmitz            | Scarlett Kleint, Alfred Roesler-Kleint, Michael Vershinin | 5,70 Mio. (17,8 % MA) |
| 3   | Engelmacher            | 10. Nov. 2016    | Jochen Alexander Freydank | Scarlett Kleint, Alfred Roesler-Kleint, Michael Vershinin | 5,90 Mio. (18,4 % MA) |
| 4   | Nebelwand              | 19. Okt. 2017    | Andreas Herzog            | Scarlett Kleint, Alfred Roesler-Kleint, Michael Vershinin | 6,18 Mio. (20,5 % MA) |
| 5   | Trugspur               | 26. Okt. 2017    | Jochen Alexander Freydank | Scarlett Kleint, Alfred Roesler-Kleint, Michael Vershinin | 5,89 Mio. (19,3 % MA) |
| 6   | Winterlicht            | 31. Jan. 2019    | Uwe Janson                | Scarlett Kleint, Alfred Roesler-Kleint, Michael Vershinin | 5,30 Mio. (16,7 % MA) |
| 7   | Geisterschiff          | 14. Feb. 2019    | Oliver Schmitz            | Scarlett Kleint, Alfred Roesler-Kleint, Michael Vershinin | 5,35 Mio. (17,1 % MA) |
| 8   | Mutterliebe            | 21. Feb. 2019    | Uwe Janson                | Marija Erceg                                              | 4,34 Mio. (13,6 % MA) |
| 9   | Strandgut              | 7. Nov. 2019     | Andreas Herzog            | Sarah Schnier, Carl-Christian Demke                       | 5,38 Mio. (18,0 % MA) |
| 10  | Träume                 | 14. Nov. 2019    | Andreas Senn              | Marija Erceg                                              | 5,42 Mio. (17,7 % MA) |
| 11  | Nachtschatten          | 29. Okt. 2020    | Felix Herzogenrath        | Dagmar Gabler                                             | 6,62 Mio. (20,8 % MA) |
| 12  | Schmerzgrenze          | 5. Nov. 2020     | Maris Pfeiffer            | Michael Vershinin                                         | 6,93 Mio. (21,3 % MA) |
| 13  | Vom Geben und Nehmen   | 12. Nov. 2020    | Felix Herzogenrath        | Marija Erceg                                              | 6,02 Mio. (18,5 % MA) |
| 14  | Entführt               | 4. Nov. 2021     | Felix Herzogenrath        | Dinah Marte Golch                                         | 6,63 Mio. (22,6 % MA) |
| 15  | Ungebetene Gäste       | 11. Nov. 2021    | Andreas Herzog            | Michael Vershinin                                         | 5,94 Mio. (20,1 % MA) |
| 16  | Der lange Abschied     | 18. Nov. 2021    | Ralf Huettner             | Dinah Marte Golch                                         | 5,70 Mio. (19,6 % MA) |
| 17  | Gute Nachrichten       | 13. Okt. 2022    | Matthias Tiefenbacher     | Dinah Marte Golch                                         | 6,83 Mio. (26,4 % MA) |
| 18  | Schneewittchen         | 20. Okt. 2022    | Matthias Tiefenbacher     | Dinah Marte Golch, Isabell Serauky, Emily Reimer          | 7,45 Mio. (28,6 % MA) |
| 19  | Am Ende einer Reise    | 27. Okt. 2022    | Grzegorz Muskala          | Michael Vershinin                                         | 7,15 Mio. (27,2 % MA) |
| 20  | Friedhof der Welpen    | 9. Nov. 2023     | Grzegorz Muskala          | Michael Vershinin                                         | 6,85 Mio. (26,3 % MA) |
| 21  | Geburt der Drachenfrau | 16. Nov. 2023    | Grzegorz Muskala          | Dinah Marte Golch                                         | 6,85 Mio. (19,6 % MA) |
| 22  | Schlepper              | 23. Nov. 2023    | Grzegorz Muskala          | Michael Vershinin                                         | 5,73 Mio. (21,4 % MA) |
| 23  | Am Scheideweg          | 21. Nov. 2024    | Matthias Tiefenbacher     | Astrid Ströher                                            | 5,31 Mio. (21,4 % MA) |
| 24  | Emma                   | 28. Nov. 2024    | Matthias Tiefenbacher     | Dinah Marte Golch                                         | 5,76 Mio. (23,3 % MA) |
| 25  | Wendepunkt (AT)        | –                | Maris Pfeiffer            | Dinah Marte Golch, Isabell Serauky                        |                       |
| 26  | Geisternetze (AT)      | –                | Steffi Doehlemann         | Dinah Marte Golch, Michael Vershinin                      |                       |
| 27  | Sturm (AT)             | –                | Steffi Doehlemann         | Dinah Marte Golch, Michael Vershinin                      |                       |

## Kritik
Rainer Tittelbach von tittelbach.tv befand: „Die Frauen haben das Sagen in der ARD-Reihe ‚Der Usedom-Krimi‘ und sie gehören [sogar] zu einer Familie.“ „Die Frauen ermitteln, entscheiden, handeln. [Tochter] Julia Thiel, ‚eine spröde Inselpersönlichkeit‘, so Lisa Maria Potthoff, ist eine kluge Kommissarin und eine Frau, die ihre Geheimnisse hat.“ Die Mutter „Karin Lossow [dagegen] ist eine Frau, die sich einmischt, eine Frau von Format und Größe.“

## Vermarktung
International wurde die Serie durch One Gate Media unter dem Titel Baltic Crimes in über 95 Länder verkauft.